# 中国儿童少年电影学会
中国儿童少年电影学会是中华人民共和国儿童少年电影工作者组成的全国性、学术性、非营利性社会团体，1984年12月11日在北京市成立。